# Дзвінкий ясенний проривний
Дзвінки́й я́сенний проривни́й — приголосний звук, що існує в деяких мовах. У Міжнародному фонетичному алфавіті записується як ⟨d⟩. В українській мові цей звук передається на письмі літерою д.

## Назва
- Дзвінкий альвеолярний зімкнено-проривний приголосний
- Дзвінкий альвеолярний проривний приголосний
- Дзвінкий ясенний зімкнено-проривний приголосний
- Дзвінкий ясенний проривний приголосний

## Властивості
Властивості дзвінкого ясенного проривного:
- Тип фонації — дзвінка, тобто голосові зв'язки вібрують від час вимови.
- Спосіб творення — проривний або зімкнений, тобто повітряний потік повністю перекривається.
- Місце творення — ясенне, тобто звук артикулюється кінчиком або передньою спинкою язика проти ясенного бугорка.
- Це ротовий приголосний, тобто повітря виходить крізь рот.
- Це центральний приголосний, тобто повітря проходить над центральною частиною язика, а не по боках.
- Механізм передачі повітря — егресивний легеневий, тобто під час артикуляції повітря виштовхується крізь голосовий тракт з легенів, а не з гортані, чи з рота.

## Приклади

### Зубний або зубно-ясенний
| Мова                  | Слово      | МФА          | Значення  | Примітки                    |
| --------------------- | ---------- | ------------ | --------- | --------------------------- |
| баскська              | diru       | [d̪iɾu]       | гроші     |                             |
| бенгальська           | দাম         | [d̪am]        | ціна      | Див. бенгальська фонетика   |
| білоруська            | падарожжа  | [päd̪äˈroʐʐä] | подорож   | Див. білоруська фонетика    |
| вірменська            | դեմք/demk’ | [d̪ɛmkʰ]      | обличчя   |                             |
| гінді                 | دودھ       | [d̪uːd̪ʱ]      | молоко    | Див. фонетика гінді         |
| грузинська            | კუდი       | [ˈkʼud̪i]     | хвіст     |                             |
| ірландська            | dorcha     | [ˈd̪ˠɔɾˠəxə]  | темний    | Див. ірландська фонетика    |
| іспанська             | hundido    | [ũn̪ˈd̪ið̞o̞]    | затонулий | Див. іспанська фонетика     |
| італійська            | dare       | [ˈd̪äːre]     | давати    | Див. італійська фонетика    |
| каталанська           | dit        | [ˈd̪it̪]       | палець    | Див. каталанська фонетика   |
| киргизька             | дос        | [d̪os̪]        | друг      |                             |
| латвійська            | drudzis    | [ˈd̪rud̪͡z̪is̪]   | гарячка   | Див. латвійська фонетика    |
| польська              | dom        | [d̪ɔm]        | дім       | Див. польська фонетика      |
| португальська (діал.) | dar        | [ˈd̪aɾ]       | давати    | Див. португальська фонетика |
| московська            | дышать     | [d̪ɨ̞ˈʂätʲ]    | дихати    | Див. російська фонетика     |
| турецька              | dal        | [d̪äɫ]        | гілля     | Див. турецька фонетика      |
| українська            | дерево     | [ˈd̪ɛrɛβ̞ɔ]    | -         | Див. українська фонетика    |
| французька            | dais       | [d̪ɛ]         | навіс     | Див. французька фонетика    |

### Ясенний
| Мова        | Слово             | МФА          | Значення  | Примітки                        |
| ----------- | ----------------- | ------------ | --------- | ------------------------------- |
| англійська  | dash              | [ˈdæʃ]       | кидати    | Див. англійська фонетика        |
| гебрейська  | דואר              | [ˈdoʔaʁ]     | пошта     | Див. Modern гебрейська фонетика |
| голландська | dak               | [dɑk]        | дах       | Див. голландська фонетика       |
| грецька     | ντροπή/dropí      | [dro̞ˈpi]     | сором     | Див. Modern грецька фонетика    |
| корейська   | 아들/adeul        | [adɯl]       | син       | Див. корейська фонетика         |
| малайська   | dahan             | [dähän]      | гілка     | Див. малайська фонетика         |
| тайська     | ดาว               | [daːw]       | зірка     | Див. тайська фонетика           |
| угорська    | adó               | [ˈɒdoː]      | податок   | Див. угорська фонетика          |
| фінська     | sidos             | [ˈsido̞s]     | вузол     | Див. фінська фонетика           |
| чеська      | do                | [do]         | до        | Див. чеська фонетика            |
| японська    | 男性的/danseiteki | [dãnse̞ːte̞ki] | чоловічий | Див. японська фонетика          |

### Інші
| Мова                    | Слово | МФА      | Значення | Примітки                |
| ----------------------- | ----- | -------- | -------- | ----------------------- |
| арабська                | دين   | [diːn]   | релігія  | Див. арабська фонетика. |
| німецька                | Dach  | [dax]    | дах      | Див. німецька фонетика  |
| перська                 | اداره | [edaːre] | пост     | Див. перська фонетика   |
| словацька               | do    | [d̻o̞]     | до       | Див. словацька фонетика |
| шведська Riad (2014:46) | dag   | [dɑːɡ]   | день     | Див. шведська фонетика  |